# Antonov A-9
Antonov A-9 là một loại tàu lượn một chỗ, được chế tạo tại Liên Xô trong thập niên 1940.

## Biến thể
Sải cánh 16.24 m (53 ft 3in)Phiên bản tiêu chuẩn.
Sải cánh kéo dài 16.50 m (53 ft 11 in)

## Tính năng kỹ chiến thuật
Dữ liệu lấy từ Tàu lượn 1945–1965
Đặc tính tổng quan
- Sức chứa: 1
- Chiều dài: 6,40 m (21 ft 0 in)
- Sải cánh: 16,24 m (53 ft 3 in)
- Diện tích cánh: 13,46 m2 (144,9 foot vuông)
- Tỉ số mặt cắt: 19,6
- Kết cấu dạng cánh: TsAGI R-III
- Trọng lượng rỗng: 310 kg (683 lb)
- Trọng lượng có tải: 410 kg (904 lb)

Hiệu suất bay
- Vận tốc xuống: 0,8 m/s (160 ft/min)
- Hệ số trượt: Maximum 30:1
- Tải trên cánh: 30,5 kg/m2 (6,2 lb/foot vuông)
- Vận tốc hạ cánh:70 km/h; 38 kn (44 mph)